# Daniel Pettersson
Daniel Petersson, född 1976 i Växjö, är en fotbollsspelare från Växjö. Han spelar numera innermittfältare i Hovshaga AIF, efter att ha gjort sin sista match i Östers IF - dit han 2008 för andra gången återvände, denna gång efter en treårig sejour i Kalmar FF – i 2011 års avslutande seger mot Åtvidabergs FF. 